# Моряне
Вижте пояснителната страница за други значения на Моряне.
Моряне е защитена местност в България. Намира се в землището на село Звездец, област Бургас.
Защитената местност се намира в землището на заличеното село Моряне по поречието на десния бряг на река Велека. Тя е с площ 102,7 ha. Обявена е на 8 юли 1994 г. с цел запазване естествените местообитания на защитени и редки видове птици, включени в Червената книга на Република България и в списъка на застрашените видове в Европа.
Попада в територията на природен парк „Странджа“ и защитената зона от Натура 2000 по директивата за птиците „Странджа“.
В защитената местност се забранява:
- убиване, улавяне, опръстеняване и безпокоене на гнездещите птици, разваляне на гнездата, събиране на яйца или малките им;
- строителство, разкриване на кариери и други дейности, с които се изменя естественият облик на местността или водният є режим;
- сечите, освен отгледни и санитарни;
- всякакви горскостопански мероприятия по време на размножителния период на птиците от 1 март до 31 юли;
- залесяване с неприсъщи за района видове;
- пашата на кози и свине.[1]